# Edward Miller
Edward Miller, född 1731, död 1807, var en engelsk musiker, kompositör och historiker.

## Psalmer
- Då jag beskådar korsets stam